# IPod touch
Az iPod Touch (IPA: [ˈaɪpɑːd tʌtʃ], marketingnevén: iPod touch, köznyelvben iTouch, jelentése: iPod érintés) hordozható multimédiás eszköz, zsebszámítógép és Wi-Fi-kliens, melyet az Apple Inc. tervezett és hozott kereskedelmi forgalomba.

## Fejlesztései
Az első generációs készüléket 2007. szeptember 5-én, a The Beat Goes On elnevezésű rendezvényen mutatták be. Az iPod Touch volt az első érintőképernyős iPod, illetve az első iPod, mely vezeték nélkül csatlakozott az iTunes Store-hoz illetve az App Store-hoz. A következő két évben az Apple húszmillió példányt adott el a készülékből.

## Modellek

### iPod Touch 1. generáció

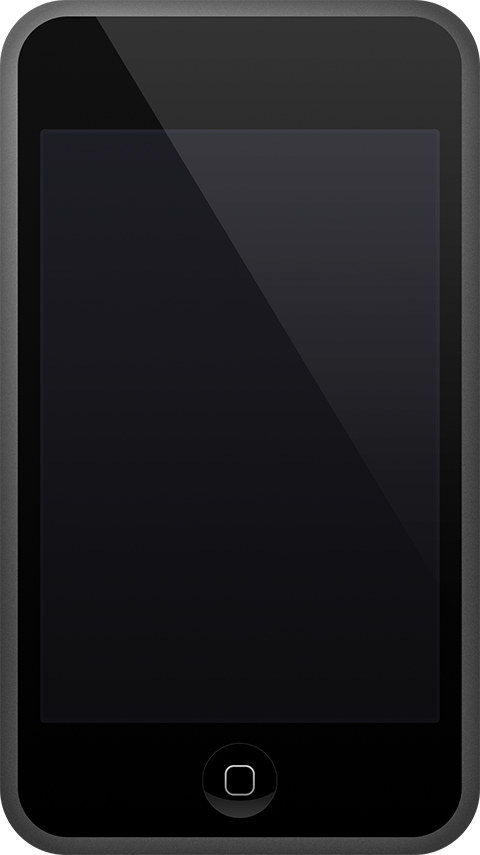
iPod Touch 1. generáció

Az első iPod Touch 2007-ben, nem sokkal az első iPhone után jelent meg, mint az iPod család új tagja, de sok tulajdonságát az iPhoneból örökölte.
Első iPod volt Multi-Touch támogatással, amit az első generációs Gorilla Glass véd, ami egy arzénmentes üveg, valamint Wifivel, bekapcsológombbal, home gombbal, és fényérzékelővel is felszerelték.
Tartalmazta a Safari böngészőt, valamint már külön programmal kezelte az iTunes Store-t és YouTube-ot. 32 GB-os változat később jelent meg. iPhone OS 2.0 szoftvert és az App Store-hozzáférést külön kellett megvásárolni. 
Legfrissebb, támogatott iPhoneOS verzió: 3.1.3

### iPod Touch 2. generáció

iPod Touch 2. generáció

Az első iPod Touch sikere után az iPhone 3G mellett megjelent az iPod Touch 2. generációja.
Újdonsága volt az új, vékonyabb króm hátlap, valamint itt debütált a Nike+ app, valamint már hangerőszabályzó gombokkal és beépített hangszóróval is fel lett szerelve, illetve jack csatlakozón keresztül lehetett rá mikrofont dugni. 
Gyárilag iPhone OS 2.0-val érkezett, de a beépített Bluetooth-t csak a fizetős iPhone OS 3 frissítés telepítése után lehetett használni. Emellett lehető vált a mikrofon csatlakoztatása és a külső irányítás.
Legfrissebb, támogatott iOS verzió: 4.1.2

### iPod Touch 3. generáció

iPod Touch 3. generáció

Az iPhone 3GS mellett megjelent iPod Touch 3. generációja főleg hardveresen lépett előre. Megkapta az iPhone 3GS gyorsabb processzorát, valamint a RAM mennyisége is megduplázódott 256MB-ra, valamint itt lett először elérhető a Voice Control. (nem összekeverendő Siri-vel). Kizárólag 32 és 64GB-s modell készült belőle, valamint továbbra is kapható volt az iPod Touch 2. generációja 8GB-s kivitelben.
Legfrissebb, támogatott iOS verzió: 5.1.1

### iPod Touch 4. generáció

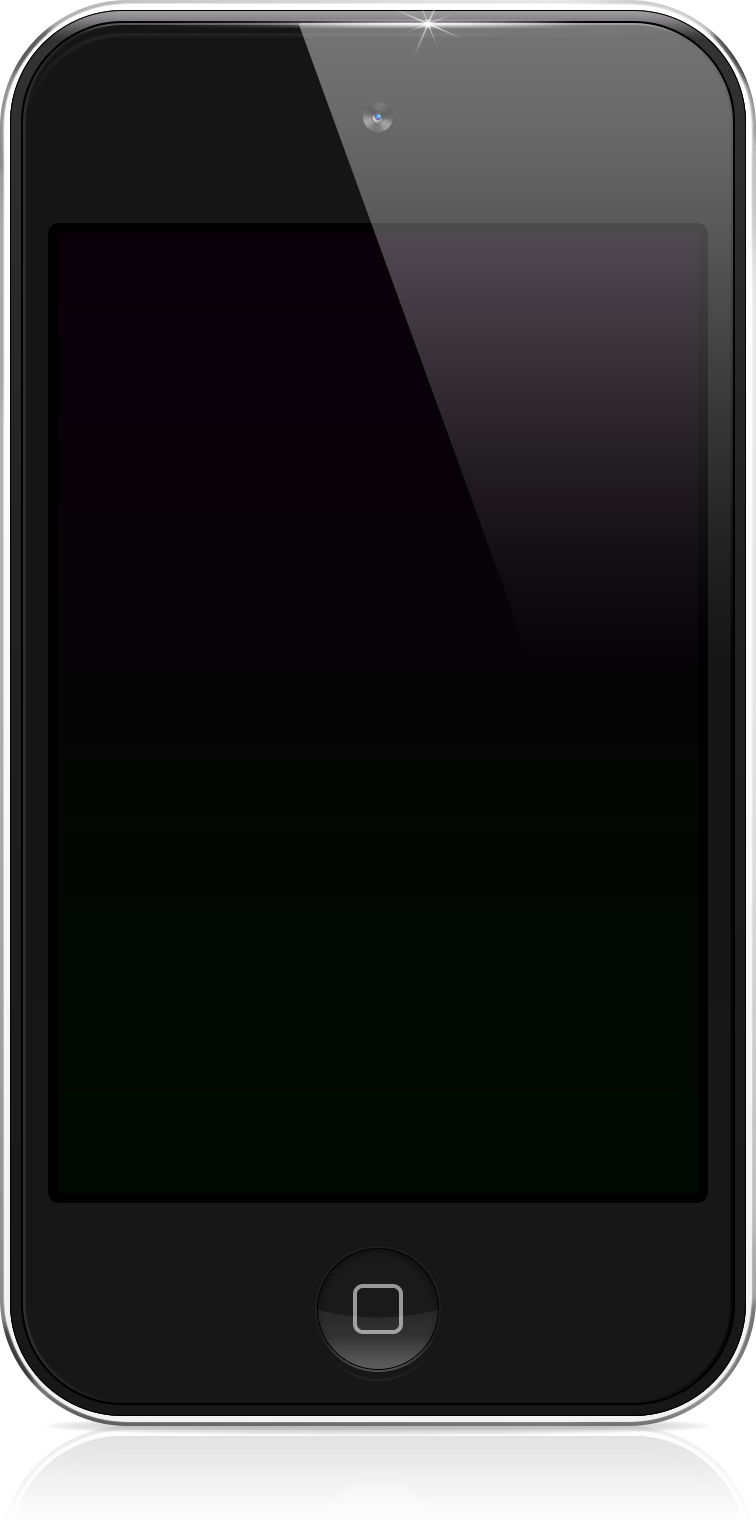
iPod Touch 4. generáció

Az iPhone 4 mellett debütált 4. generációs iPod Touch egyik fő újdonsága a kamerák megjelenése volt, amivel együtt jelent meg a FaceTime, amivel már lehetett videótelefonálni iPod-dal Wifi közelben, ehhez kellően meg mikrofon is került beépítésre. Emellett megkapta az iPhone 4 A4-s chipjét, ennek ellenére a RAM méret nem változott. Megnégyszereződött a kijelző felbontása (bár az IPS technológiát nem kapta meg az iPhone 4-ből), valamint ez volt az első iPod giroszkóppal.
Legfrissebb, támogatott iOS verzió: 6.1.6

### iPod Touch 5. generáció

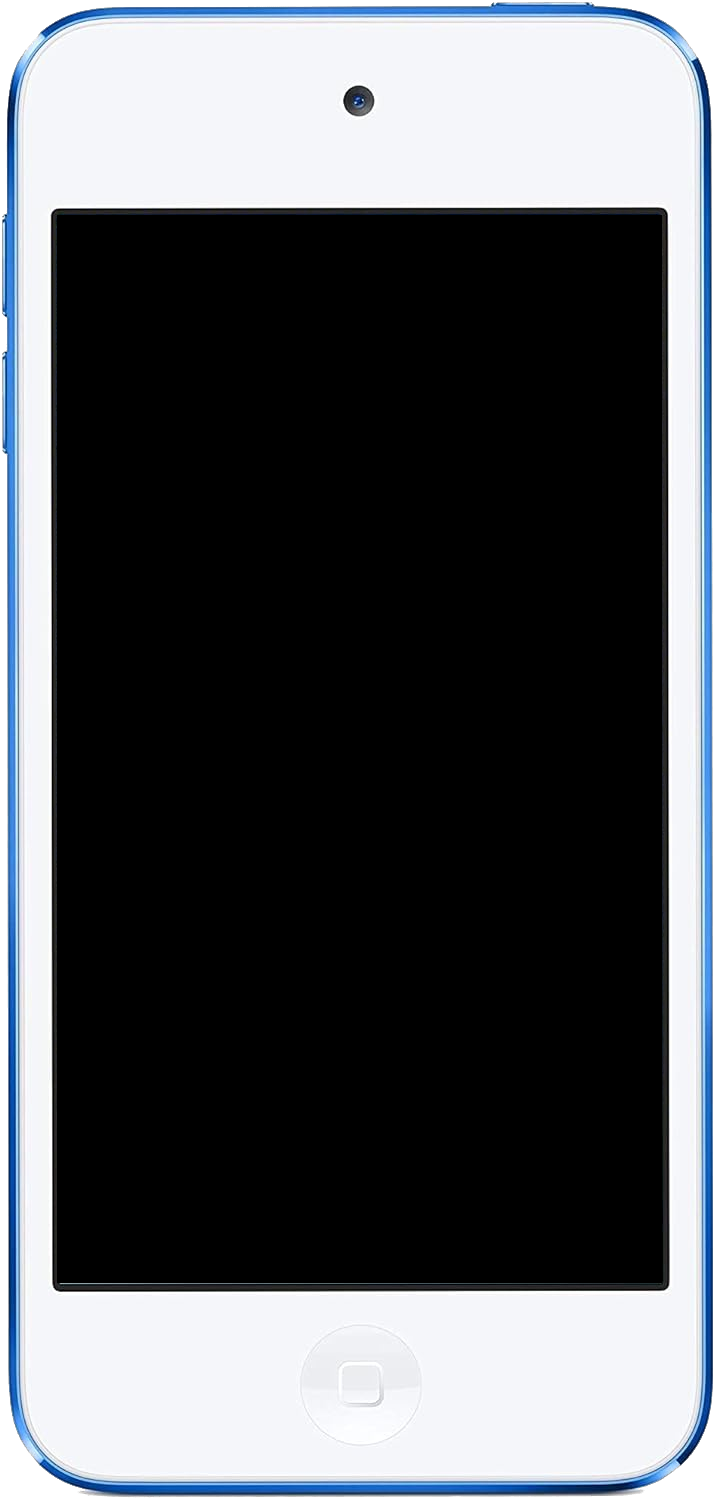
iPod Touch 5. generáció

Az iPhone 5 mellett megjelent 5. generációs iPod Touch volt az utolsó nagy frissítés. Teljesen új, vékonyabb design, magasabb, 16:9-s kijelző IPS technológiával, és színes ház jellemezte (a 16GB-s modell csak szürkében volt elérhető). Megkapta az iPhone 5 kameráit (8 megapixel hátul autófókusszal, 1.2 megapixel elől), megjelent az iPodon a vaku,a 30 pines csatlakozót a lightning váltotta, valamint megduplázódott a RAM méret (512MB), viszont az 5 helyett csak az iPhone 4S processzorát kapta meg.
Legfrissebb, támogatott iOS verzió: 9.3.6

### iPod Touch 6. generáció
A 6. generáció 2014-ben, az iPhone 6 mellett jelent meg, az iPhone 4S processzorát az iPhone 6-é váltotta, ezzel együtt a RAM méret is 1GB-ra nőtt, illetve már 128GB-s tárhellyel is választhattunk iPod Touchot.
Legfrissebb, támogatott iOS verzió: 12.5.7

### iPod Touch 7. generáció
A 7. generáció 2019-ben jelent meg, processzorát az akkor is már igencsak elavult A10 Fusion-t kapta az iPhone 7-ből, ebből adódóan a RAM méret 2GB-ra nőtt, valamint megszűnt a 16GB-s és 64GB-s tárhelyopció, helyette megjelent a 256GB-s kivitel. 
Legfrissebb, támogatott iOS verzió: 15.8.4

## iPod Touch bukása
Az iPod végét az iPhone megjelenése jelentette, mert az hamar átvette a helyét. Ez, illetve az olcsó Androidos telefonok megjelenésével az iPod eladások drasztikusan zuhanni kezdtek, ami rövid időn belül az iPod Classic végét jelentette. Applenél sokáig próbálták olcsó terméknek pozicionálva értékesíteni az iPodot, de az okostelefonok térnyerésével szükségtelenné váltak az iPodok. 2017 után meg csak az iPod Touch maradt meg a kínálatban, de a 2019-s 7. generáció 85 ezer Ft-ért se volt , így 2022 tavaszán, miután a 7. generációs Touch is támogatásának végéhez közeledett, utód kiadása nélkül leállították az utolsó iPod gyártását.
Sikertelenségének oka a modern fejlesztések hiánya (Touch/Face ID hiánya, vastag keretes design, elavult kamerák, gyenge akku), valamint az iPod, mint termék versenyképességének megkérdőjelezhetősége volt az okostelefonokkal szemben. A gyártásának leállításával együtt az iPod 21 éves, az iPod Touch 15 éves történelme végére is pont került. 

## Specifikációs tábla:
|              | Megjelenés  | Kijelző           | Kamera    | SoC              | RAM   | Tárhely        | Utolsó iOS     |
| ------------ | ----------- | ----------------- | --------- | ---------------- | ----- | -------------- | -------------- |
| 1. generáció | 2007.09.05. | 3.5" 320x480p TFT | Nincs     | Samsung 412Mhz   | 128MB | 8/16/32GB      | iPhoneOS 3.1.3 |
| 2. generáció | 2008.09.09. | 3.5" 320x480p TFT | Nincs     | Samsung 533Mhz   | 128MB | 8/16/32GB      | iOS 4.1.2      |
| 3. generáció | 2009.09.09. | 3.5" 320x480p TFT | Nincs     | Samsung 600Mhz   | 256MB | 16/32GB        | iOS 5.1.1      |
| 4. generáció | 2010.09.08. | 3.5" 320x480p TFT | 0.7+0.3MP | Apple A4         | 256MB | 8/32/64GB      | iOS 6.1.6      |
| 5. generáció | 2012.09.12. | 4." 640x1136p IPS | 5+1.2MP   | Apple A5         | 512MB | 16/32/64GB     | iOS 9.3.6      |
| 6. generáció | 2015.07.15. | 4." 640x1136p IPS | 8+1.2MP   | Apple A8 Bionic  | 1GB   | 16/32/64/128GB | iOS 12.5.7     |
| 7. generáció | 2019.05.28. | 4." 640x1136p IPS | 8+1.2MP   | Apple A10 Fusion | 2GB   | 32/128/256GB   | iOS 15.8.4     |